# 你是我的榮耀
《你是我的榮耀》，2021年的中國大陸都市愛情電視劇，根據顧漫同名小說改編，由上海騰訊企鵝影視文化傳播有限公司出品，王之執導，原著作者顧漫擔任編剧，並由楊洋、迪丽热巴領銜主演，潘粵明、胡可、王彥霖、鄭合惠子、孫雅麗聯合主演，2020年9月20日在敦煌開拍，9月29日在上海正式開機，1月6日於海南殺青。該劇在2021年7月26日起於腾讯视频、台灣WeTV播出。

## 播出時間
| 頻道                      | 所在地   | 播映日期                    | 播出時間                                                    | 備註                           |
| 腾讯视频                  | 中国大陆 | 2021年7月26日–8月30日       | 每週一、二、三晚20:00更新2集                                | 會員搶先看6集                  |
| WeTV                      | 全世界   | 2021年7月26日–8月30日       | 每週一、二、三晚20:00更新2集                                | 會員搶先看6集                  |
| myTV SUPER C-Club點播專區 | 香港     | 2021年11月5日               | 全套上架（原聲版）                                          |                                |
| myTV SUPER C-Club點播專區 | 香港     | 2021年12月10日              | 粵語配音版，逢星期五凌晨上架5集，結局周星期六上架兩集大結局 |                                |
| 新传媒U频道               | 新加坡   | 2023年3月17日—2023年4月21日 | 星期一至星期五 22:00—23:00                                  | 26集版本，也可在电视台网站观赏 |
| HUB都会台                 | 新加坡   | 2023年5月15日—2023年7月6日  | 星期一至星期四 22:00—23:00                                  |                                |
| 八大戲劇台                | 臺灣     | 2024年5月31日—2024年7月4日  | 星期一至五 22:00—23:00                                      |                                |

## 劇情介紹
該劇講述了人氣女星喬晶晶（迪麗熱巴飾）與高中時單戀的學神于途（楊洋飾），在闊別十年後，於王者榮耀場上再度重逢，開啟了一段浪漫治愈的暖愛之旅。時光匆匆，此時于途已成為心懷夢想的航天設計師，喬晶晶也成為星光閃耀的當紅女明星，時光匆匆，你依舊在我心中閃耀，我是否也能成爲你的榮耀？二人在追夢路上努力堅守，在浪漫奇遇中相互鼓勵，終成彼此的榮耀。

## 演員列表

### 主要演員
| 演員     | 角色   | 粵語配音 | 介紹 |
| 楊洋     | 途     | 張方正   | 中國航天技術研究所JX總體主管設計師、星球車總體主任設計師、搜神號項目組成員→中國航天技術研究所158所搜神號總設計師 王者榮耀網名：玉兔搗藥、好運來隊玉兔 性格：沈穩內斂，理智聰明，冷靜从容 生日：1990年9月24日 清華大學畢業，本科金融航天双学位，研究生航天方向，是天之驕子，也是眾人眼裡遙不可及的學神。自小受舅舅影響，對航天十分痴迷，從小的夢想便是為國家的航天事業作出貢獻，畢業後成為JX總體主管設計師，從事深空探測器設計。為了追求理想放棄高薪而與夏晴分手，在母親生病後發現自己連最好的醫療都無法給予時，為了對親人的愛和責任，迫於現實壓力的他第一次产生轉職的念头。在情绪低潮期間重遇擔心人設崩塌而努力練習打遊戲的喬晶晶，在成為喬晶晶遊戲教練的期間，倆人的關係拉近了很多，也更瞭解彼此…但礙於懸殊的經濟和地位实力，他不得不隐藏自己對晶晶的感情。一次紧急任务让他坚定了继续从事航天事业的决心，也让他明白自己对晶晶的心意，他回到了研究所，并決定以「情信」方式主動追求晶晶。 劇情發展 於第1集與喬晶晶在「王者榮耀」中久別重逢 於第3集與喬晶晶在現實中重逢並成為其的遊戲教練 於第7集向喬晶晶坦白自己打算重新選擇投行專業 於第9集與喬晶晶吵架 於第11集主動向喬晶晶示好 於第12集決定重返航天研究所 於第15集拒絕喬晶晶的告白 於第18集向喬晶晶寫「告白信」 於第20集向喬晶晶告白 於第21集與喬晶晶確認戀愛關系 於第27集與喬晶晶展開同居生活 於第29集向喬晶晶求婚 於第30集與喬晶晶結婚 於第32集成功將「搜神號」送上太空 |
| 迪麗熱巴 | 喬晶晶 | 詹健兒   | 王者榮耀網名：（微信號）閃閃發光的人、（QQ號）手可摘棉花、好運來隊晶晶 QQ網名：手可摘星辰 性格：勇敢樂觀，跳脫可愛，古靈精怪 生日：1990年12月21日 成名已久的貌美流量咖，人設滿天飛的當紅女明星。學生時期暗戀學神于途，但被校草于途以「我以後想找一個能和我一起努力的人」禮貌拒絕。十年後的喬晶晶華麗轉型成為一線流量女明星，大受歡迎的她是遊戲「王者榮耀」的代言人，但她的遊戲高手人設卻被戳破，為了挽回代言形象而開始苦練技藝，在這樣的機緣巧合下，遊戲菜鳥喬晶晶在網游中重遇遊戲大神，也就是正處於事業低迷期的于途，分別十年的久別重逢，于途依舊可以讓喬晶晶心動⋯在于途猶豫要不要辭退航天設計師這份工作，轉投金融業讓家人過上安穩的生活時，晶晶一直鼓勵于途勇敢追求自己的理想。時隔十年，喬晶晶再次向于途表白，但又一次被拒絕…… 劇情發展 於第1集與于途在「王者榮耀」中久別重逢 於第3集與于途在現實中重逢 於第5集得悉于途打算放棄航天事業 於第7集鼓勵于途要堅持夢想 於第9集與于途冷戰 於第11集原諒于途 於第15集向于途告白可惜被拒絕 於第19集向于途表示「告白信」對自己已經沒有任何意義 於第21集與于途確認戀愛關系 於第27集與于途展開同居生活 於第29集接受于途求婚 於第30集與于途結婚並向粉絲官宣結婚一事 |

### 家
| 演員 | 角色 | 粵語配音 | 介紹     |
| 曹毅 |      | 葉振聲   | 途的爸爸 |
| 崔奕 |      | 曾秀清   | 途的媽媽 |
| 王銳 | 小柳 | 陳灝瑋   | 途的表弟 |

### 喬家
| 演員   | 角色 | 粵語配音 | 介紹         |
| 郑小毛 |      | 林國雄   | 喬晶晶的爺爺 |
| 朱懷旭 |      | 袁淑珍   | 喬晶晶的奶奶 |
| 王全有 |      | 招世亮   | 喬晶晶的爸爸 |
| 阎青妤 |      | 雷碧娜   | 喬晶晶的媽媽 |
| 劉磊   |      | 鍾見麟   | 喬晶晶的表弟 |
| 李亞澤 |      | 黃積權   | 喬晶晶的表弟 |
| 周韻如 |      | 陳皓宜   | 喬晶晶的表妹 |

### 中國航天技術研究所
| 演員   | 角色   | 粵語配音 | 介紹 |
| 郑晓宁 | 胡敬森 |          | 上海科學空間研究所所長 途的前辈 |
| 王诗槐 | 张致學 | 盧國權   | 中國宇航學院院士 關在、于途的老師，兩位都是他最得意的學生，在于途要求離職的期間，一直挽留其繼續留在航天所，並對其寄予厚望。 |
| 潘粵明 | 關在   | 陳卓智   | 中國航天技術研究所JX總體主任設計師、星球車副總體設計師、前搜神號項目組負責人 放棄美國高薪工作歸國的航天設計師，與于途共同設計同一個型號的主任設計師，是于途的前輩，與于途關系亦師亦友，在工作和生活上給予于途很大的幫助，在于途想要放棄航天事業時，他也一直堅信于途最後不會放棄。沈淨的丈夫。曾因患有胃癌而逼不得已暫停航天工作，後痊癒。 |
| 楊洋   | 途     | 張方正   | 中國航天技術研究所JX總體主管設計師、星球車總體主任設計師、搜神號項目組成員→中國航天技術研究所158所搜神號總設計師 张致學的學生、關在的下屬兼好友 詳見主要演員 |
| 趙柯迪 | 胡可航 | 曹啟謙   | 中國航天技術研究所工作人員→中國航天技術集團搜神號副總體設計師 前為于途的同事，後為于途的下屬。小李的丈夫，在小李生病期間，因工作原因無法陪伴在旁而感情破裂。 |
| 安戈   | 孟安宇 | 劉奕希   | 中國航天技術研究所工作人員，途的同事 |
| 王欢欢 | 小尹   | 張頌欣   | 中國航天技術研究所工作人員，于途，小孟，小胡組裡唯一的女同事 |
| 鄭奇   | 周工   | 關令翹   | 中國航天技術研究所工作人員，途的同事 |
| 陸忠   |        |          | 中國航天技術研究所主任設計師 |
| 嚴志平 |        |          | 中國航天技術研究所李總設計師 |
| 孫瑋   |        |          | 中國航天技術研究所遙測遙控主任設計師 |
| 趙曉光 |        |          | 中國航天技術研究所遙測遙控副主任設計師 |
| 葛濟瑋 |        |          | 中國航天技術研究所遙測遙控副主任設計師 |
| 呂途   |        |          | 中國航天技術研究所移動主任設計師 |
| 徐凡   |        |          | 中國航天技術研究所移動副主任設計師 |
| 韓博   |        |          | 中國航天技術研究所GNC主任設計師 |
|        | 肖院士 |          | 中國航天技術研究所工作人員，搜神號總體負責人途的上司 |
|        | 趙教授 |          | 中國航天技術研究所工作人員，肖院士的老婆 |

### 喬晶晶的團隊
| 演員     | 角色   | 粵語配音 | 介紹                                                 |
| 迪麗熱巴 | 喬晶晶 | 詹健兒   | 大明星 詳見主要演員                                  |
| 胡可     | 玲姐   | 陸惠玲   | 雷厲風行的女強人，喬晶晶的經紀人兼好友，阿國的妻子。 |
| 孫雅麗   | 小朱   | 成瑤孆   | 喬晶晶的助手，後為喬晶晶的執行經紀人。               |
| 劉洛汐   | 丹丹   |          | 喬晶晶的宣傳                                         |
| 駱磊     | 王師傅 | 蕭徽勇   | 喬晶晶的私人司機                                     |

### 其他演員
| 演員     | 角色     | 粵語配音 | 介紹 |
| 金晨     | 夏晴     | 劉惠雲   | 途、喬晶晶的高中同學，大学期间與于途成为恋人，但後來因為于途选择了自己喜歡的航天領域作為工作方向，夏晴卻自私不支持他的選擇，兩人的觀念出現分歧導致分手。夏晴自以為離開于途後可以找到比他更好的人，但之後遇到的男人都不完美，但仍不肯承認自己的錯誤，此時，她才意識到于途有多優秀，再得知喬晶晶與于途關係進展快速後，卻再一次自以爲喬晶晶不配于途，便自認為只要自己跟于途表態，便能和于途和好時，卻直接遭于途拒絕，並清楚于途已喜歡上喬晶晶。 |
| 王彥霖   | 翟亮     | 黃啟昌   | 王者榮耀網名 : 要開學了好慌 途、夏晴的大學同學，于途的好哥們兼室友，王者榮耀玩家，經常與于途及喬晶晶打遊戲，卻一直不知道喬晶晶是大明星的身份；前期一直鼓勵途和夏晴復合。 |
| 高露     | 沈淨     | 梁少霞   | 關在的妻子，在于途面對感情困惑時，與關在為他指明方向。在于途與喬晶晶交往後指導喬晶晶做菜，成為閨蜜好友。 |
| 郑合惠子 | 佩佩     | 葉曉欣   | 途、喬晶晶的高中同學，喬晶晶的閨蜜。 |
| 吴倩     | 陳雪     | 何璐怡   | 女明星，喬晶晶的圈內閨蜜，請喬晶晶帶她打王者榮耀排名。 |
| 季肖冰   | 苏冶     | 梁偉德   | 金融才子，喬晶晶的前男友。喜歡征服優秀的女人，曾要求喬晶晶與其結婚後退出娛樂圈，因此被喬晶晶主動提出分手，在發現喬晶晶跟于途互動不一般之後，又想和喬晶晶復合，卻在宴會上直接遭喬晶晶諷刺回懟。 |
| 趙櫻子   | 周小琦   | 曾秀清   | 女明星，喬晶晶事业上的競爭對手。 |
| 袁成杰   | 段吳     | 李鎮然   | 男明星，喬晶晶的合作搭檔。 |
| 盧勇     | 李導     |          | 導演 |
|          | 阿國     | 雷霆     | 家庭主夫，玲姐的丈夫，喬晶晶的首位遊戲教練。 |
| 李繪兒   | 慧慧     |          | 玲姐、阿國的女兒。 |
| 陳冠甯   | 任望     |          | 投行高層，十分賞識于途，並邀請途加入其公司。 |
| 彭博     | Alex     | 翟耀輝   | 王者榮耀公司高層 |
| 劉家禕   | 舟隱     | 黃積權   | 王者榮耀職業選手，喬晶晶的粉絲。 |
|          | 阿明     |          | 王者榮耀職業選手 |
| 呂昀峰   | 下雪     | 李鎮然   | 王者榮耀職業選手 |
| 楊晉恒   | 禾流     |          | 王者榮耀職業選手 |
| 王鈺杰   | 騎豬     |          | 王者榮耀職業選手 |
| 周帥     | 龍王     | 陳耀楠   | 王者榮耀網名 : 龍王2001 途、翟亮的大學同學，王者榮耀玩家，途、翟亮、喬晶晶的遊戲搭檔。 |
| 黃澄澄   | 沙包     | 胡家豪   | 王者榮耀網名 : 史萊姆包 途、翟亮的大學同學，王者榮耀玩家，途、翟亮、喬晶晶的遊戲搭檔。 |
| 倪言     | 短髮妹子 | 陳皓宜   | 王者榮耀網名 : 九個番茄 |
| 陳鶴一   | 眼鏡小哥 | 曹啟謙   | 王者榮耀網名 : 戰鬥小熊 王者榮耀玩家，在13集時被抽到跟喬晶晶一起玩。 |
| 張藝文   | 中年男子 | 劉奕希   | 王者榮耀網名 : 一目盡海 |
| 楊敘辰   | 白領妹子 | 陳琴雲   | 王者榮耀網名 : 童童很靈 |
| 葉小開   | 遊戲主播 | 李致林   | 王者榮耀網名 : 花間一壺酒 |
| 姚一奇   | 阿豆     | 陳卓智   | 記者，竭力偷拍喬晶晶和途的戀情。 |
| 劉雲龍   | 小藍     | 李致林   | 記者，竭力偷拍喬晶晶和途的戀情。 |
| 劉超     | 大毛     | 麥皓豐   | 記者，竭力偷拍喬晶晶和途的戀情。 |
| 劉莉莉   | 王教授   | 雷碧娜   | 张院士的妻子，途的师母。 |
| 滕愛弦   |          |          | 胡所長的妻子 |
| 郭彤彤   |          | 陳皓宜   | 夏晴的室友 |
| 李若寧   | 李若     | 陳皓宜   | 小胡的妻子，因在生病期間無法得到丈夫的陪伴而心存芥蒂。 |
| 孫樂     | 關住     |          | 關在的弟弟，職業是攝影師 |
| 張宇軒   | 關萌     | 葉曉欣   | 關在和沈淨的兒子 |
| 王東     | 周影帝   | 蘇強文   | 陳雪的合作對象 |
| 王凯     | 茄哩啡   |          | |

## 電視劇原聲帶
| 《你是我的榮耀》電視劇原聲帶 | 《你是我的榮耀》電視劇原聲帶 | 《你是我的榮耀》電視劇原聲帶 | 《你是我的榮耀》電視劇原聲帶 | 《你是我的榮耀》電視劇原聲帶 | 《你是我的榮耀》電視劇原聲帶 |
| 曲序                         | 曲目                         |                              | 作曲                         | 编曲                         | 演唱                         |
| ---------------------------- | ---------------------------- | ---------------------------- | ---------------------------- | ---------------------------- | ---------------------------- |
| 1.                           | 《煙火星辰》（片頭曲）       | 王月陽                       | 任雅靜、孫偉                 | Terence Teo                  | 刘宇宁                       |
| 2.                           | 《光陰獨白》（片尾曲）       | Finale                       | 石揚                         |                              | 徐佳瑩                       |
| 3.                           | 《陷入愛情》（插曲）         | 張贏                         | 石揚                         |                              | 希林娜依·高、米卡            |
| 4.                           | 《說給你聽》                 | 張贏                         | 羅錕                         |                              | 楊宗緯                       |
| 5.                           | 《生來是鷹》（插曲）         | 陳雪燃、明天                 | 陳雪燃                       |                              | 陳雪燃                       |

## 製作與發行
- 《你是我的榮耀》改編自中國青春系列題材作家顧漫2017年的同名作品，小說最初在晉江文學城連載，連載過程到故事結束之後累計了大量讀者和書迷，隨後在2019年6月由出版社出版發行。
- 顧漫的寫作風格大多為溫馨輕快，充滿青春氣息，通過其小說改編的電視劇《杉杉來了》、《何以笙簫默》、《微微一笑很傾城》都獲得巨大成功。
- 導演由王之操刀，由其負責的電視劇《我只喜歡你》，《怪你過份美麗》皆具人氣和話題度。
- 該劇是楊洋繼在電視劇《微微一笑很傾城》中飾演男主角肖奈後，再次出演顧漫筆下的角色，也是迪麗熱巴繼在電影《怦然星動》中飾演大明星郝美麗及電視劇《克拉戀人》中的高雯後，第三次出演女明星角色。

## 記事
2021年8月16日，由楊洋、迪麗熱巴主演的電視劇《你是我的榮耀》在晚間8點推出付費超前看大結局，因此造成騰訊視頻罕見的宕机現象，「騰訊視頻崩了」瞬間衝上微博熱搜榜第一，自晚間8點開始，該平台陷入停擺狀態，網友截下當機畫面「我趕不上榮耀夫婦的婚禮了」、「紀念一下這歷史性的一刻，因為一部電視劇，您居然崩了」、「不想讓我花錢嗎？」、「腦殼疼 ，我說怎麽一直刷不出來集數今晚終於大結局了，別耽誤我看你是我的榮耀啊」、「我就想參加個婚禮，隨個份子錢，就這麽難嗎？」
有關當機突發事件，腾讯电视剧微博表示：“婚宴的门槛已经被大家踏破了，鹅正在加足马力维修中。”
騰訊視頻亦發文稱「由於今晚用戶觀看熱情高漲，服務器『開了小差』。目前後台正在緊急擴容，將盡快恢復正常。給大家帶來的觀看不便，我們深感抱歉。」

## 軼事
2021年6月11日，男女主角楊洋和迪麗熱巴的粉絲发生粉圈摩擦并不斷升級，其後，楊洋工作室和迪麗熱巴工作室及時出面表明立場和態度，兩方在微博發布聯合倡議書，抵制一切不良飯圈行為，呼籲各位粉絲朋友遵紀守法、文明上網、理性追星，雙方同時還強調：對於惡意攻擊、誹謗雙方藝人的內容，團隊將保留使用法律手段的權利，並呼籲大家共同抵制惡意傳播。

## 成績
據騰訊在財報和會員付費盈利的業績公佈數據顯示，騰訊肯定了在Q3開播的電視劇《你是我的榮耀》的成績，表示只有該劇最先扛起了流量熱度，《你是我的榮耀》更是騰訊視頻在開播兩天便創下“近兩年最快破億項目”、“近兩年電視劇首播流量峰值”等多項紀錄，即便電視劇收官後主演仍能登上藝人數據榜首，網絡播放量超過32億且繼續上漲，是同期首受媒體認可的作品，在受眾層下體現出全民追劇的程度也頗高。
除此之外，《你是我的榮耀》開播起連續拿下貓眼劇集熱度與播放量雙日冠，在8月16日晚大結局超前點播正式開啟1小時內，播放量增長近3000萬，這意味著該劇在超強的流量拉動之外，也為騰訊視頻在會員層面帶來了巨大的創收。
同時，在財報中騰訊方面也對《你是我的榮耀》給予了肯定，表示視頻付費會員數同比增長9%至1.25億，以每集播放量計，該劇是騰訊視頻在2021年初最熱播的電視劇。

## 獎項
| 年份   | 頒獎典禮                                                   | 獎項                           | 備註 |
| 2021年 | 第29屆北京電視節目交易會                                   | 年度影響力網絡劇               | 獲獎 |
| 2021年 | 第八屆文榮獎頒獎典禮                                       | 年度平台最佳作品               | 獲獎 |
| 2022年 | 文娛責任影響力年度盛典                                     | 年度網絡劇                     | 獲獎 |
| 2022年 | 2021十大年度國家IP評選頒獎盛典                             | 2021十大年度國家IP（影視）     | 提名 |
| 2022年 | 2021年微博娛樂白皮書                                       | 2021年微博十大熱門電視劇第一位 | 獲獎 |
| 2022年 | 中國國際青年電影展“網絡影視盛典”暨第六屆金骨朵網絡影視盛典 | 年度人氣網絡劇                 | 獲獎 |
| 2022年 | 2022騰訊在線視頻金鵝榮譽/劇集                              | 年度觀眾喜愛劇集               | 獲獎 |
| 2022年 | 2022騰訊在線視頻金鵝榮譽/劇集                              | 年度會員摰愛劇集               | 獲獎 |
| 2022年 | 2022騰訊在線視頻金鵝榮譽/劇集                              | 年度IP之星 顧漫                | 獲獎 |
| 2022年 | 2022騰訊在線視頻金鵝榮譽/劇集                              | 年度優秀制片人 張煒麟          | 獲獎 |

## 原著小說
- 《你是我的榮耀》（作者: 顾漫，出品方: 华文天下，出版社: 九州出版社，出版年: 2019年6月，ISBN 9787510874451）

## 外部連結
- 豆瓣电影上《你是我的榮耀》的資料 （简体中文）
- 你是我的榮耀的新浪微博
- 台灣八大電視官方網站 （页面存档备份，存于）（繁體中文）

| 新加坡 新传媒U频道 星期一至五 22:00 - 23:00 | 新加坡 新传媒U频道 星期一至五 22:00 - 23:00      | 新加坡 新传媒U频道 星期一至五 22:00 - 23:00 |
| ------------------------------------------- | ------------------------------------------------ | ------------------------------------------- |
|                                             | 你是我的荣耀 （2023年3月17日－2023年4月21日） PG |                                             |
| 智异山 （2023年2月13日－2023年3月16日）     | 把关者们 （2023年4月24日—2023年5月30日）         |                                             |
| 星期六至天 23:30 - 00:30 (重播)             |                                                  |                                             |
| 優雅的家 （2024年4月7日—2024年7月13日）     | 你是我的榮耀 (2024年7月14日—2024年10月12日）     | 森林 （2024年10月13日—2025年1月4日）        |

| 新加坡 HUB都会台 星期一至四 22:00 - 23:00 | 新加坡 HUB都会台 星期一至四 22:00 - 23:00     | 新加坡 HUB都会台 星期一至四 22:00 - 23:00 |
| ----------------------------------------- | --------------------------------------------- | ----------------------------------------- |
|                                           | 你是我的荣耀 （2023年5月15日 - 2023年7月6日） |                                           |
| 壮志高飞 (2023年2月21日 - 2023年5月11日)  | 我的砍价女王 (2023年7月10日 - 2023年9月15日)  |                                           |

| 臺灣 八大戲劇台 星期一至五 22:00 - 23:00 | 臺灣 八大戲劇台 星期一至五 22:00 - 23:00    | 臺灣 八大戲劇台 星期一至五 22:00 - 23:00 |
| ---------------------------------------- | ------------------------------------------- | ---------------------------------------- |
|                                          | 你是我的榮耀 （2024年5月31日—2024年7月4日） |                                          |
| 玉樓春 （2024年1月29日—2024年3月27日）   | 驕陽伴我 （2024年7月5日—2024年8月23日）     |                                          |